# Lil Allpere
Lil Marie Allpere, född Ångström 21 juni 1924 i Limhamn, död 15 mars 1997 i Stockholm, var en svensk konstnär. 
Hon var dotter till civilingenjören Hilding Ångström och Margareta Bergman-Olson och hon var från 1945 gift med arkitekten Jaan Allpere (1923–2000). 
Hon studerade vid Konstfackskolan 1943–1948 och vid Académie Libre i Stockholm 1952–1955 och under studieresor till bland annat Spanien och Marocko. Hon fortsatte därefter sina studier vid Konstakademien i Rom.  
Hon medverkade i Nationalmuseums utställning Unga tecknare ett par gånger och i samlingsutställningar arrangerade av Sveriges allmänna konstförening samt Stockholms vårsalong. Bland hennes offentliga arbeten märks den stora oljemålningen Fruktkartan på Aromatics fabrik i Gröndal som revs 2015 och en emaljutsmyckning vid Hötorget i Stockholm samt den dekorativa inredningen i Vikmanshyttans kyrka. Hennes konst består av figurer och landskapsmålningar utförda i olja eller tempera. 